# 48ª Divisione fanteria "Taro"
La 48ª Divisione fanteria "Taro" fu una grande unità di fanteria del Regio Esercito durante la seconda guerra mondiale.

## Storia
Le origini della grande unità possono essere fatte risalire alla Brigata di Fanteria "Taro", costituitasi il 6 aprile 1916 a Verona sul 207º e il 208º Reggimento fanteria e sciolta il 21 novembre 1917, per essere ricostituita il 12 settembre 1939 a Catanzaro come Divisione di Fanteria "Taro" (48ª) sui due stessi reggimento di fanteria e sul 48º Reggimento Artiglieria da Campagna. Dal mese di ottobre si trasferisce a Macomer, in provincia di Nuoro, per poi rientrare nella sua sede nel maggio 1940.
Dopo la dichiarazione di guerra del 10 giugno 1940, la divisione viene trasferita prima a Civitavecchia, poi a Bari per essere imbarcata il 19 novembre per Durazzo e subito inviata al fronte greco-albanese. Il 1º dicembre i reparti della "Taro" si trovano a Pogradec, con il 207º Reggimento aggregato alla 19ª Divisione fanteria "Venezia" e il 208º alla 53ª Divisione fanteria "Arezzo", mentre il Comando di Divisione inquadrando altre unità provvisorie, organizza e presidia una posizione a sbarramento della Valle del Shkumbini. L'11 dicembre, con il 208º Reggimento fanteria, il 225º Reggimento fanteria ed il 48º Reggimento artiglieria, la divisione si schiera in prima linea nel settore di Guri Llenges-Dingen-fiume Shkumbini, impegnata in continui combattimenti fino a gennaio 1941; da febbraio fino al termine delle ostilità con la Grecia il 23 aprile, la divisione è impegnata a respingere duri attacchi nemici e ad effettuare contrattacchi per la riconquista di capisaldi. A giugno la divisione si trasferisce in Montenegro e si schiera a presidio delle zone di Cettigne, Antivari, Nikšić, Danilovgrad e, dal 19 luglio, di Cattaro. Impegnata in operazioni di rastrellamento, affronta scontri anche cruenti con i partigiani locali, soprattutto a febbraio-marzo 1942. La divisione rientra in patria in agosto, dislocandosi nella zona di Alessandria-Novi Ligure, per poi trasferirisi in novembre in Francia meridionale, a nord di Tolone e lungo la costa nella zona di Cuers, tra Méounes-lès-Montrieux, Pierrefeu e Carnoules. In seguito all'8 settembre la divisione cessa ogni attività.

## Ordine di battaglia: 1940/41
- 207º Reggimento fanteria "Taro"
- 208º Reggimento fanteria "Taro"
- 164ª Legione CC.NN. "Ercole Scalfaro"
  - CLXIII Battaglione CC.NN. "Tommaso Gulli"
  - CLXIV Battaglione CC.NN. "E. Scalfaro"
- 48º Reggimento artiglieria "Taro"
  - I Gruppo artiglieria
  - II Gruppo artiglieria
  - III Gruppo artiglieria
- XLVIII Battaglione mortai da 81
- 48ª Compagnia cannoni da accompagnamento da 47/32 Mod. 1935
- 11ª Compagnia genio
- 48ª Compagnia mista telegrafisti/marconisti
- 48ª Sezione fotoelettricisti
- 58ª Sezione sanità
  - 222º Ospedale da campo
  - 237º Ospedale da campo
- 48ª Sezione bagagli
- 368ª Autosezione pesante
- 58ª Sezione sussistenza
- 23ª Sezione mista CC.RR.

## Ordine di battaglia: 1942/43
Comandante della fanteria divisionale - Generale di brigata Alberto Trevissoi (dal 20 luglio 1942)
- 207º Reggimento fanteria "Taro"
- 208º Reggimento fanteria "Taro"
- 48º Reggimento artiglieria "Taro"
  - I Gruppo artiglieria
  - II Gruppo artiglieria
  - III Gruppo artiglieria
- XLVIII Battaglione mortai da 81
- 48º Battaglione genio
- 168º Reggimento costiero

## Comandanti: 1940-1943
- Gen. D.fuori quadro Luigi Chiolini (12 settembre 1939 - 9 giugno 1940)
- Gen. D. spe Gino Pedrazzoli (9 giugno 1940 - 9 settembre 1943)

## C.R.O.W.C.A.S.S.
I nomi dei seguenti 4 appartenenti alla divisione Taro figurano nell'elenco CROWCASS compilato dagli Alleati anglo-americani (Central Registry of War Criminals and Security Suspects) (1947) delle persone ricercate dalla Jugoslavia per crimini di guerra:
(Name) MELINI - (C.R. File Number) 191011 - (Rank, Occupation, Unit, Place and Date of Crime) Major, Ital. Army, Div. "Taro", Gradjome, Radomir, Montenegro (Yugo.) 5.42  - (Reason wanted) Pillage - (Wanted by) Yugo.
ORIOLI E. - 191046 - Major, Ital. Army, Deputy Chief of staff, "Taro" Div., Crna Gora (Yugo.) 41 - Murder - Yugo.
PEDRAZOLI - 149077 - General, Italian Army, Tarro-Div., Montenegro (Yugo.) - Murder - Yugo.
SPITALERI - 193556 - Major, Ital. Army "Tarro"-Div., Budva, Banovina, Zevska (Yugo.) 41 - Murder - Yugo.